# Liste der Gewässer in Ostwestfalen-Lippe

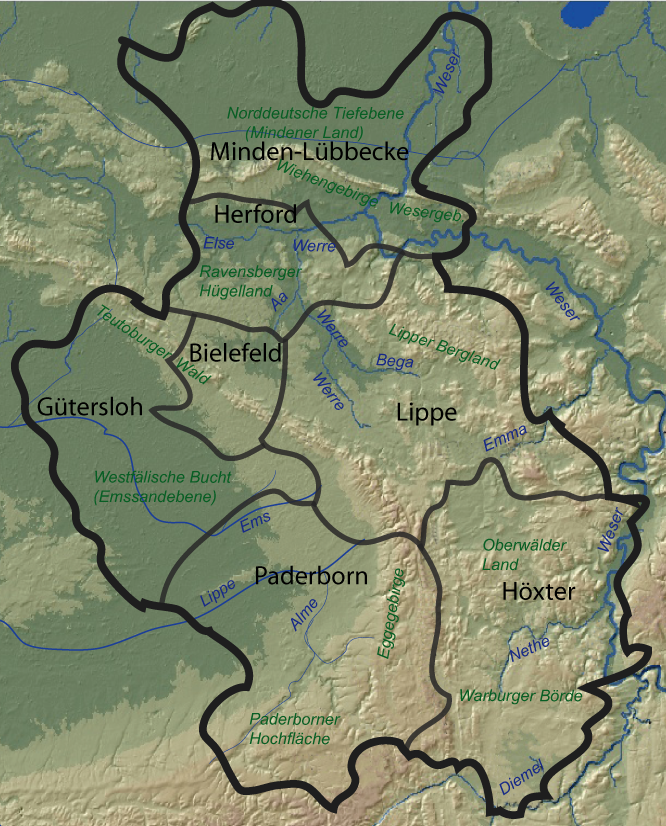
Hauptflüsse der Region

Die Liste der Gewässer in Ostwestfalen-Lippe enthält eine Auswahl der Fließgewässer und Seen, die ganz oder teilweise in Ostwestfalen-Lippe (OWL) liegen. Die Gewässer sind in die großen Flusssysteme Weser, Lippe und Ems geordnet. Weiterhin sind sie teilweise innerhalb dieser Gebiete in weitere Untergebiete eingeteilt. Die Liste enthält nicht alle benannten Gewässer OWLs, aber mindestens alle Gewässer mit einem Gesamteinzugsgebiet von mindestens 10 Quadratkilometern. Das Verzeichnis der Seen ist keine vollständige Liste aller benannten Seen, insbesondere weil die Abgrenzung zu Teichen nicht immer eindeutig ist. Bei Detmold begegnen sich auf dem Kamm des Teutoburger Waldes die Rhein-Weser-Wasserscheide, die Weser-Ems-Wasserscheide und die Rhein-Ems-Wasserscheide in einem hydrographischen Wasserscheidepunkt, der seit dem Jahr 2009 mit dem Dreiflussstein markiert ist.

## Systematik

### Fließgewässer
Systematik: Gewässername (Nr., L/R, Kreis)
- Nr: Gewässernummer
- L/R: Linker oder rechter Zufluss
- Kreis: durchflossener Kreis (nur OWL-Kreise)
  - BI: Bielefeld
  - GT: Kreis Gütersloh
  - HF: Kreis Herford
  - HX: Kreis Höxter
  - LIP: Kreis Lippe
  - MI: Kreis Minden-Lübbecke
  - PB: Kreis Paderborn

Alle Nebenflüsse sind flussabwärts in Bezug auf den jeweiligen Hauptfluss geordnet. Die Nebenflüsse sind gemäß ihrer Ordnung im Flusssystem eingerückt:
- 1. Ordnung (Fluss mündet ins Meer)
  - 2. Ordnung (Fluss mündet in einen Fluss 1. Ordnung, also in einen, der ins Meer mündet)
    - 3. Ordnung (Fluss mündet in einen Fluss 2. Ordnung)
      - 4. Ordnung (analog, siehe oben)

### Seen
Systematik: Gewässername (Gemeinde, Kreis, Wasserfläche, ggf. Ursprung/Typ)
- Kreis: siehe oben.
- Wasserfläche: in Hektar
- Ursprung/Typ: Stausee, Baggersee, Altwassersee, natürlicher Ursprung etc.

Die Seen sind der Größe nach geordnet. Ist der See der größte See eines Kreises, so wird der Kreisname fett dargestellt.

## Lippe → Rhein

### Oberlauf Lippe bis Mündung Pader
- Rhein (nicht in OWL)
  - Lippe (2781, R, PB)
    - Schlänger Bach (27812, R, PB)
    - Steinbeke (27814, L, PB)
    - Beke (27816, L, PB)
      - Durbeke (278162, R, PB)

### Pader → Lippe
- Rhein (nicht in OWL)
  - Lippe (2781, R, PB)
    - Pader (27818, L, PB)
      - Rothebach (278182, R, PB)
        - Springbach (2781822, L, PB)

### Alme → Lippe
- Rhein (nicht in OWL)
  - Lippe (2781, R, PB)
    - Alme (2782, L, PB)
      - Nette (27822, R, PB)
        - Lühlingsbach (278222, L, PB)

      - Harlebach (278232, L, PB)
      - Afte (27824, R, PB)
        - Karpke (278242, L, PB)
        - Aa (278244, L, PB)

      - Talgosse (27826, L, PB)
      - Altenau (27828, R, PB)
        - Piepenbach (278282, L, PB)
        - Sauer (278284, R, PB)
          - Bach von Kleinenberg (2782842, L, PB)
          - Odenheimer Bach (2782844, R, PB)
          - Schmittwasser (2782846, R, PB)

        - Ellerbach (278286, R, PB)
          - Salenkruke (Rotenbach) (2782862, R, PB)
          - Finkenpuhl (2782864, L, PB)

### Lippe zwischen Mündung Alme und Glenne
- Rhein (nicht in OWL)
  - Lippe (2781, R, PB)
    - Thune (27832, R, PB)
      - Grimke (278324, R, PB)

    - Roter Bach (278324, R, PB)
      - Franzosenbach (27832412, R, PB)

    - Gunne-Elsen (278334, R, PB)
    - Gunne (27836, L, PB)
      - Erlbach (278362, RL, PB)

    - Heder (278372, R, PB)
      - Wellebach (2783722, L, PB)

    - Merschgraben (278392, R, PB)

### Glenne → Lippe
- Rhein (nicht in OWL)
  - Lippe (2781, R, PB)
    - Glenne (Haustenbach) (2784, L, PB)
      - Knochenbach (278412, R, PB)
      - Krollbach (278414, R, PB)
      - Schwarzer Graben (27842, R, PB, GT)
        - Vennegosse (2784218, L, PB, GT)

      - Kaltestrot (278454, R, PB)
      - Ochsengraben (Mentzelsfelder Kanal) (27848, L, PB)

## Ems → Nordsee

### Obere Ems bis Mündung der Dalke
- Ems (3, -, PB, GT)
  - Schwarzwasserbach (31112, L, PB)
    - Holtebach (311122, R, PB)
      - Hallerbach (3111222, R, PB)

  - Furlbach (3112, R, LIP, PB, GT)
    - Bärenbach (31122, L, GT)

  - Dortenbach (31138, R, GT)
  - Sennebach (3114, R, LIP, GT)
  - Grubebach (3116, L, GT)
    - Lannertbach (311638, R, GT)
    - Fortbach (31164, L, GT)

  - Rothenbach (311712, R, GT)
    - Merschgraben (3117122, R, GT)

  - Eusternbach (31172, L, GT)
  - Hamelbach (3118, L, GT)

### Dalke → Ems
- Ems (3, -, PB, GT)
  - Dalke (312, R, BI, GT)
    - Sprungbach (3122, L, BI)
    - Strothbach (31232, L, BI, GT)
    - Hasselbach (3124, R, BI, GT)
    - Bekelbach (31252, R, BI, GT)
    - Menkebach (3126, L, LIP, BI, GT)
    - Wapelbach (3128, L, LIP, GT)
      - Rodenbach (31282, R, GT)
      - Großer Bastergraben (312836, R, GT)
      - Ölbach (31284, R, LIP, GT)
        - Westerholter Bach (312842, R, LIP, GT)
          - Schnakenbach (3128422, R, LIP, GT)

        - Landerbach (312844, R, LIP, GT)
          - Krampsbach (3128442, R, LIP, GT)

        - Wiedey-Flüsschen (3128498, R, GT)

      - Knisterbach (312892, R, GT)

### Ems zwischen Mündung der Dalke und Lutter
- Ems (3, -, PB, GT)
  - N.N. (313112, R, GT)
    - Dettmers Bach (3131122, R, GT)

  - Ruthenbach (31312, L, GT)
  - Poggenbach (31314, L, GT)

### Lutter → Ems
- Ems (3, -, PB, GT)
  - Lutter (3132, R, BI, GT)
    - Trüggelbach (31322, L, BI, GT)
      - Sunderbach (313222, R, BI)
        - Grippenbach (3132222, L, BI)

      - Tüterbach (313224, R, BI)

    - Reiherbach (31324, L, BI, GT)
      - Toppmannsbach (313244, R, BI)
      - Röhrbach (313248, L, BI, GT)

    - Krullsbach (313258, R, BI, GT)
    - Welplagebach (Reinkebach, Schlangenbach) (31326, L, GT)
    - Lichtebach (31328, R, BI, GT)

### Ems zwischen Mündung der Lutter und Hessel
- Ems (3, -, PB, GT)
  - Abrooksbach (Landbach) (3134, R, GT)
    - Hovebach (31342, R, GT)
    - Reckbach (31344, L, GT)

  - Rhedaer Bach (3136, R, GT)
    - Kleinebach (313612, L, GT)
    - Künsebecker Bach (31362, L, GT)
    - Ellerbrockgraben (313692, L, GT)
    - Wippe (313698, L, GT)

  - Loddenbach (3138, R, BI, GT)
    - Ruthebach (31382, L, GT)

  - Axtbach (314, L, GT)
    - Maibach (3144, L, GT)
    - Beilbach (3146, L, (nicht in OWL))
    - Flutbach (31472, R, GT)
    - Südlicher Emstalgraben (Südlicher Graben) (31492, R, GT)

  - Jungferngraben (Nördlicher Talgraben) (3152, R, GT)

### Hessel → Ems
- Ems (3, -, PB, GT)
  - Hessel (316, R, GT)
    - Casumer Bach (31612, R, GT)
      - Berghauser Bach (3161212, R, GT)
      - Pustmühlenbach (316122, L, GT)

    - Bruchbach (3162, R, GT)
      - Rolfbach (31622, L, GT)
      - Oberwiesengraben (31626, L, GT)
        - Halstenbecker Bach (31624, L, GT)

    - Alte Hessel (31632, L, GT)
    - Aabach (3164, R, GT)

## Weser → Nordsee

### Diemel → Weser
- Weser (4, -, HX, LIP, HF, MI)
  - Diemel (44, RL, GT)
    - Hammerbach (4436, L, HX)
      - Schwarzbach (44362, R, HX)

  - Mühlengraben (4438, RL, HX)
    -       - Naure (44382, L, HX)
      - Ohme (44384, L, HX)

    - Twiste (444, R, HX)
    - Eggel (4454, L, HX)
      - Mühlenbach (44542, L, HX)
      - Eder (44544, R, HX)

    - Vombach (44592, L, HX)
    - Alster (4472, L, HX)

### Oberweser zwischen Einmündung Diemel und Nethe
- Weser (4, -, HX, LIP, HF, MI)
  - Bever (4512, L, HX)
    - Eselsbach (45122, R, HX)

### Nethe → Weser
- Weser (4, -, HX, LIP, HF, MI)
  - Nethe (452, L, HX)
    - Helmerte (45216, R, HX)
    - Taufnethe (4522, R, HX)
    - Öse (4524, L, HX)
    - Aa (4526, L; PB, HX)
      - Schwallenbach (452618, R, HX)
      - Hilgenbach (45262, R, HX)
        - Katzohlbach (452626, L, HX)
          - Bollewindbach (auch Bollerwienbach) (4526262, R, HX)

      - Katzbach (45264, R, HX)
        - Hellebach (452646, R, HX)

      - Escherbach (45266, L, HX)

    - Brucht (4528, L, HX)
      - Emderbach (45282, R, HX)
        - Grundbach (452822, L, HX)

      - Hakesbach (45286, L, HX)

    - Silberbach (45294, R, HX)

### Oberweser zwischen Mündung Nethe und Emmer
- Weser (4, -, HX, LIP, HF, MI)
  - Grube (4534, L, HX)
    - Fischbach (45344, R, HX)

  - Schelpe (45352, L, HX)
  - Saumer (45354, L, HX)
  - Twierbach (45372, L, HX)
  - Lonaubach (45392, L, HX, LIP)
    - Spiekersiek (453924, L, LIP)

### Emmer → Weser
- Weser (4, -, HX, LIP, HF, MI)
  - Emmer (456, L, HX, LIP)
    - Fischbach (Emmer) (45612, L, HX)
    - Mühlenbach (45614, R, HX)
    - Beberbach (4562, R, HX)
      - Röthe (45624, L, LIP)

    - Heubach (4564, R, LIP, HX)
      - Silberbach (45642, L, LIP)

    - Napte (45652, L, LIP)
    - Diestelbach (4566, L, LIP)
      - Königsbach (45662, R, LIP)
        - Istruper Bach (456624, L, LIP)

    - Niese (4568, R, HX, LIP)
      - Kleinenbredener Bach (45684, L, HX)

    - Wörmke (45694, R, LIP)
      - Ilsenbach (456942, L, HX, LIP)

    - Eschenbach (45696, L, LIP)

### Oberweser zwischen Emmer- und Werremündung
- Weser (4, -, HX, LIP, HF, MI)
  - Humme (4574, L, LIP)
    - Grießebach (457421, R, LIP)
    - Beberbach (45744, L, LIP)

  - Exter (458, L, LIP)
    - Alme (4584, L, LIP)
    - Twiesbach (4592, R, MI)

  - Herrengraben (4594, L, LIP)
  - Kalle (4596, L, LIP)
    - Westerkalle (Kallbach) (45962, L, LIP)

  - Forellenbach (4598, L, HF)
    - Linnenbeeke (45982, R, HF)

  - Borstenbach (45992, L, HF)

### Werre → Weser

Karte des Flusssystems der Werre

#### Oberwerre bis Einmündung Bega
- Weser (4, -, HX, LIP, HF, MI)
  - Werre (46, L, LIP, HF, MI)
    - Steinbach (-,R, LIP)
    - Strangbach (-, L, LIP)
      - Wedasch (-, R, LIP)

    - Wörbke (46114, R, LIP)
      - Diestelbach (-, R, LIP)

    - Knochenbach/Berlebecke (4612, L, LIP)
      - Berlebecke (Wiggenbach) (46124, L, LIP)
      - Wiembecke (4612, R, LIP)

    - Heidenbach (46132, L, LIP)
    - Katzenbach (461392, L, LIP)
    - Hasselbach (4614, L, LIP)
    - Rethlager Bach (4616, L, LIP)
    - Rothenbach (46172, L, LIP)
    - Haferbach (4618, L, LIP)
      - Krebsbach (461816, L, LIP)
      - Gruttbach (46182, R, LIP)

    - Bentgraben (46192, L, LIP)
    - Heipker Bach (46194, L, LIP)
    - Siekbach (46196 L, LIP)
    - Bexter (46198, L, LIP)

#### Bega → Werre
- Weser (4, -, HX, LIP, HF, MI)
  - Werre (46, L, LIP, HF, MI)
    - Bega (462, R, LIP)
      - Hillbach (46214, R, LIP)
      - Passade (4622, L,LIP)
        - Marpe (46224, R, LIP)

      - Linnebach (46232, L, LIP)
      - Ilse (4624, R, LIP)
        - Niederluher Bach (46242, L, LIP)

      - Ötternbach (4626, L, LIP)
      - Rhienbach (46272, R, LIP)
        - Sudbach (462725, R, LIP)

      - Salze (4628, R, HF, LIP)
        - Exterbach
        - Glimke (46282, L, HF, LIP)
          - Wüstener Bieke (L, LIP)
            - unbenannter Zufluss (R, LIP)

        - Finnebach (R, HF, LIP)
          - Bocksieksbach

        - Abfluss Caspohl-Quelle
        - Wüstener Bach (L, LIP)
        - Schwaghofbach (R, LIP)
        - Asen (L, LIP)

#### Aa → Werre
- Weser (4, -, HX, LIP, HF, MI)
  - Werre (46, L, LIP, HF, MI)
    - Aa (Johannisbach) (464, R, BI, HF)
      - Schwarzbach (4642, L, GT, BI)
        - Mühlenbach (464216, R, GT, BI)
        - Hasbach (464218, R, GT, BI)
        - Beckendorfer Mühlenbach (46422, L, HF, BI)

      - Schloßhofbach (46432, R, BI)
        - Sudbrackbach (464322, R, BI)
        - Babenhausener Bach (464324, L, BI)

      - Jöllenbecker Mühlenbach (46452, L, BI, HF)
      - Lutterbach (Lutter) (4646, R, BI)
        - Baderbach (464612, R, BI)
        - Windwehe (46462, R, BI, LIP)
          - Oldentruper Bach (464628, R, BI)

      - Eickumer Mühlenbach (Kinsbeke) (4648, L, BI, HF)

#### Werre zwischen Mündung Aa und Else
- Weser (4, -, HX, LIP, HF, MI)
  - Werre (46, L, LIP, HF, MI)
    - Düsedieksbach (4652, L, HF)
      - Lippinghauser Bach (46524, L, HF)

    - Bramschebach (4654, R, HF)

#### Else → Werre
- Weser (4, -, HX, LIP, HF, MI)
  - Werre (46, L, LIP, HF, MI)
    - Else (466, 3, R, HF)
      - Laerbach (nicht in OWL)
        - Steinbach (466212, R, GT)

      - Violenbach (4664, R, GT)
      - Kilverbach (46654, L, HF)
      - Warmenau (4666, R, HF, GT)
        - Spenger Mühlenbach (46664, R, HF, GT)

      - Darmühlenbach (46672, L, HF)
      - Sunderbach (466732, L, HF)
      - Neue Else (46674, R, HF)
        - Werfener Bach (466742, R, HF)

      - Gewinghauser Bach (46676, L, HF)
      - Brandbach (Bolldambach) (4668, R, HF)
      - Ostbach (46679X, L, MI, HF)

#### Untere Werre nach Einmündung der Else
- Weser (4, -, HX, LIP, HF, MI)
  - Werre (46, L, LIP, HF, MI)
    - Rehmerloh-Mennighüffer Mühlenbach (468, L, HF, MI)
      - Tengerner Bach (4684, L, MI)
        - Schnathorster Bach (46842, R, MI)
        - Mühlenbach (46884, R, MI)

    - Mittelbach (4694, R, HF, MI)
    - Kaarbach (Wulferdingser Bach) (46992, L, MI)

### Mittelweser zwischen Werre- und Große-Aue-Mündung
- Weser (4, -, HX, LIP, HF, MI)
  - Meierbach (471312, L, MI)
  - Dehmer Mühlenbach (47132, L, MI)
  - Bastau (4714, L, MI)
    - Flöthe (47142, L, MI)
    - Bastau-Entlaster (47148, L, MI)

  - Osterbach (47192, R, MI)
  - Bückeburger Aue (472, R, MI)
    - Sandfurthbach (4726, L, MI)

  - Ösper (4732, L, MI)
  - Rottbach (Weser) (4734, L, MI)
  - Gehle (474, R, MI)
    - Ils (4744, R, MI)
    - Riehe (4746, L, MI)

### Große Aue → Weser
- Weser (4, -, HX, LIP, HF, MI)
  - Große Aue (476, L, MI)
    - Mehner Bach (47612, R, MI)
    - Flöthe (47614, R, MI)
      - Roncevabach (476142, L, MI)

    - Kleine Aue (47618, R, MI)
      - Braune Aue (476182, R, MI)

    - Großer Dieckfluss (4762, L, MI)
      - Hollwedener Graben (476216, L, MI)
      - Twiehauser Bach (476218, R, MI)
      - Fehrnwiesen Graben (47622, L, MI)
      - Kleiner Dieckfluss (47624, R, MI)
      - Tielger Bruchgraben (47626, L, MI)

    - Wickriede (4764, R, MI)
      - Flöthe (47644, R, MI)
      - Langenhorster Graben (476454, L, MI)
      - Kleine Wickriede (47646, R, MI)

### Weser, nördlich der Mündung der Großen Aue
- Weser (4, -, HX, LIP, HF, MI)
  - Steinhuder Meerbach (R, nicht in OWL)
    - Fulde (4782, L, MI)
    - Steertschlaggraben (47832, L MI)

### Hunte → Weser
- Weser (4, -, HX, LIP, HF, MI)
  - Hunte (R, nicht in OWL)
    - Wimmerbach (4961129, R, MI) (nicht in OWL)
      - Heithöfer Bach (4961124, LR, MI)
        - Schröttinghauser Bach (4961124, R, MI)

    - Grenzkanal (496114, R, MI)
    - Omptedakanal (496261, L, nicht in OWL)
      - Brockumer Pissing (496262, L, MI)

Anmerkung: Im Einzugsgebiet der Hunte handelt es sich bei den dargestellten Bächen oft nur um Entwässerungsgräben oder Kanäle, die nicht mittels der üblichen Hierarchie eines klassischen Flusssystems mit Haupt- und Nebenflüssen zu beschreiben sind, da keine konstante Fließrichtung vorhanden ist. Daher ist hier nur ansatzweise angedeutet, wie die Gewässer mit dem Hauptfluss verbunden sind.

## Schifffahrtskanäle
- Mittellandkanal mit Wasserstraßenkreuz Minden mit Zugangsmöglichkeit zur Weser

## Seen
1. Aabachsee (Bad Wünnenberg, PB, 180 ha, Stausee) (teilweise in OWL)
2. Lippesee (Paderborn, PB, 103 ha, Stau- und Baggersee)
3. Alter See-Mittlerer See-Südlicher See (Großer Weserbogen) (Porta Westfalica, MI, 90 ha, Baggersee / Altwassersee)
4. Schiedersee (Schieder-Schwalenberg, LIP, 82 ha, Stausee)
5. Rietberger Fischteiche (Teichanlage bestehend aus 27 verbundenen Teichen, Rietberg, GT, 49,9 ha, Fischteiche/Gräfte)
6. Hochwasserrückhaltebecken Keddinghausen (Büren, PB, 47,5 ha, Stausee)
7. Godelheimer See, (Höxter, HX, 46 ha, ehemaliger Baggersee)
8. Heddinghauser See (Paderborn, PB, 36 ha)
9. Baltussee (Porta Westfalica, MI, 33 ha)
10. Nesthauser See (Paderborn, PB, 30 ha, Baggersee)
11. Mastholter See (Benteler See) (Rietberg, GT, 26 ha, Baggersee)
12. Stemmer See (Kalletal, LIP, 25 ha, Altwassersee)
13. Rathsee (Paderborn, PB, 25 ha)
14. Bentfelder See (Paderborn, PB, 24 ha)
15. Obersee (Johannisbachtalsperre) (Bielefeld, BI, 20 ha, Stausee)
16. Mühlensee (Paderborn, PB, 15 ha)
17. Altensenner See (Paderborn, PB, 13 ha)
18. Axelsee (Beverungen, HX, 12 ha, Altwassersee)
19. Linteler See (Gütersloh, GT, 12 ha)
20. Hücker Moor (Spenge, HF, 11 ha)
21. Emssee (Rietberg, GT, 11 ha)
22. Norderteich (Horn-Bad Meinberg, LIP, 11 ha)
23. Meschesee (Detmold, LIP, 9 ha)
24. Verler See (Verl, GT, 8,4 ha)
25. Padersee (Paderborn, PB, 7,8 ha)
26. Fichtensee (Löhne, HF, 4,9 ha)
27. Großer Auesee (Espelkamp, MI, 4,5 ha)
28. Blutwiesensee (Löhne, HF, 2,05 ha)
29. Oberlübber Bergsee (Hille, MI, 0,8 ha, ehemaliger Steinbruch)